# 멀티코어 케이블

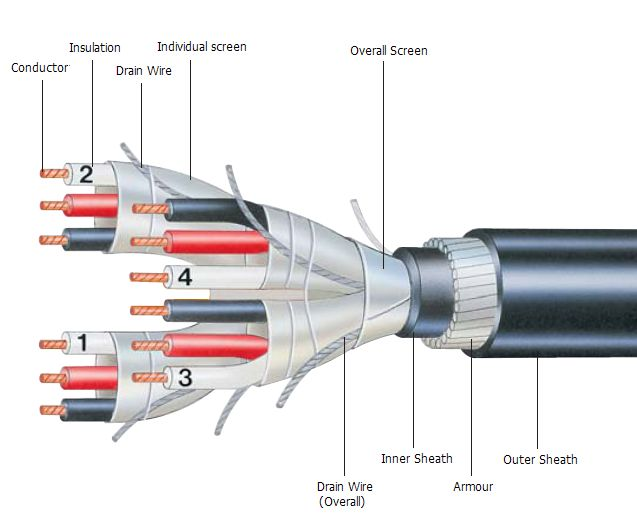
각각 3개의 개별 도체가 있는 4코어 차폐 다중 심선 케이블의 단면도

멀티코어 케이블(영어: Multicore cable)은 여러 신호 또는 전원 공급을 단일 재킷형 케이블에 결합한 전기 케이블의 한 유형이다. 이 용어는 일반적으로 흔히 접하는 것보다 더 많은 심선을 가진 케이블에만 사용된다. 여러 절연 도체를 가진 모든 케이블이 다중 심선 케이블이라고 불리는 것은 아니다. – 다중 심선에서 심선은 도체 또는 철사의 수가 아니라 사용 가능한 연결 수량을 의미한다. 대부분의 경우, "사용 가능한 연결"은 DC 전원에 사용되는 양극 및 음극 도체와 같이 여러 도체를 필요로 한다.
예를 들어, 표준 3도체 주전원 케이블은 다중 심선이라고 불리지 않지만, 단일 피복 안에 4개의 동축 케이블로 구성된 케이블은 다중 심선으로 간주된다. 혼란스럽게도 다중 심선이라는 용어는 특히 유럽에서 연결 수량보다는 개별 도체의 수를 지칭하는 데 사용되는 경우가 있다. 여러 도체를 가지고 있지만 다중 심선 케이블이 아닌 케이블은 일반적으로 다중 도체 또는 다중선 케이블이라고 불린다.

## 건설
정의상 다중 심선 케이블은 모든 내부 도체를 둘러싸는 외부 피복을 가지고 있다. 이것은 일반적으로 압출 폴리염화 비닐 또는 가교 폴리에틸렌 재킷 형태로 되어 있으며, 종종 전자파 차폐를 위해 표면 아래에 알루미늄 피복과 결합된다. 많은 응용 분야에서 이 재킷은 상당한 기계적 보호 기능을 추가하여 케이블을 훨씬 더 튼튼하게 만든다. 때로는 각 개별 연결 또는 채널이 기계적 또는 전자기적 보호를 돕기 위해 자체 재킷을 가지고 있기도 하다.
일부 다중 심선 케이블은 다중 핀 커넥터(종종 원형)로 종단된다. 다른 케이블은 끝에서 심선을 별도의 케이블로 분리하여 여러 커넥터로 종단된다. 이러한 유형의 끝은 종종 팬 또는 테일이라고 불린다.

## 응용 분야

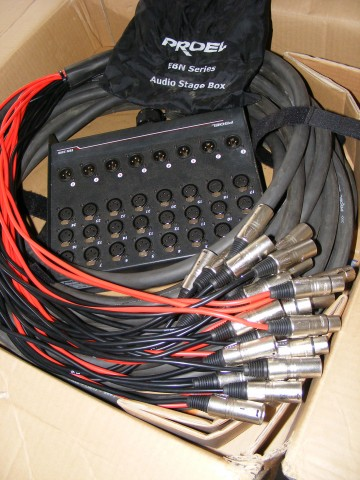
오디오 다중 심선 케이블과 그에 수반되는 스테이지 박스

다중 심선 케이블은 아날로그 및 디지털 신호뿐만 아니라 전력 분배에도 사용될 수 있다. 이들은 종종 시스템의 물리적 설정을 단순화하고 두 장비 간에 깔끔한 연결을 제공하는 데 사용된다. 예를 들어, 음향 보강에서 다중 심선 케이블은 종종 무대 위의 모든 마이크를 오디오 믹서에 연결하는 데 사용된다. 이는 많은 개별 케이블을 설치하는 것보다 훨씬 쉬운데, 이는 지저분하고 시간이 많이 소요될 수 있기 때문이다.
일부 다중 심선 케이블은 일반적으로 전원 및 동축 도체로 구성된 샴 케이블과 같이 다양한 유형의 연결을 결합한다. 이러한 유형의 다중 심선은 건물 바닥 밑 또는 천장 공간을 통해 연결되는 케이블 수를 최소화하므로 가정 배선에 종종 유리하다.
다중 심선 케이블의 몇 가지 일반적인 응용 분야는 다음과 같다.
- 음향 공학에서 다중 심선 케이블은 종종 스네이크 케이블이라고 불리며, 장비 간에 아날로그 오디오 신호를 전송하는 데 사용된다 오류: no text specified (help)..[9]
- 다중 심선 케이블은 프로페셔널 비디오 카메라와 함께 사용된다. 텔레비전 스튜디오에서는 26핀 케이블이 카메라를 카메라 제어 장치에 연결하는 데 사용된다.
- 컴퓨터 네트워킹에서 4쌍 이상(일반 이더넷 케이블의 쌍 수)을 포함하는 다중 쌍 비차폐 연선 케이블을 사용할 수 있다. 이 케이블은 백본, 번들 또는 피더 케이블이라고도 불린다.[12]:244
- 동축 케이블은 CCTV 사용을 위해 종종 전원 케이블과 연결되어 있어 비디오 및 전원 연결을 모두 제공하기 위해 단 하나의 케이블만 연결하면 된다.[10]
- 이더넷 케이블과 같은 연선 케이블은 때때로 광케이블과 결합된다. 일반적인 구성은 두 가닥의 멀티모드 광섬유 케이블이 있는 4쌍 카테고리 5 케이블이다.[12]
- 엑스박스 360은 콘솔을 컴포지트 또는 컴포넌트 비디오 입력에 연결하기 위해 "하이브리드 케이블"을 사용했다.[13]

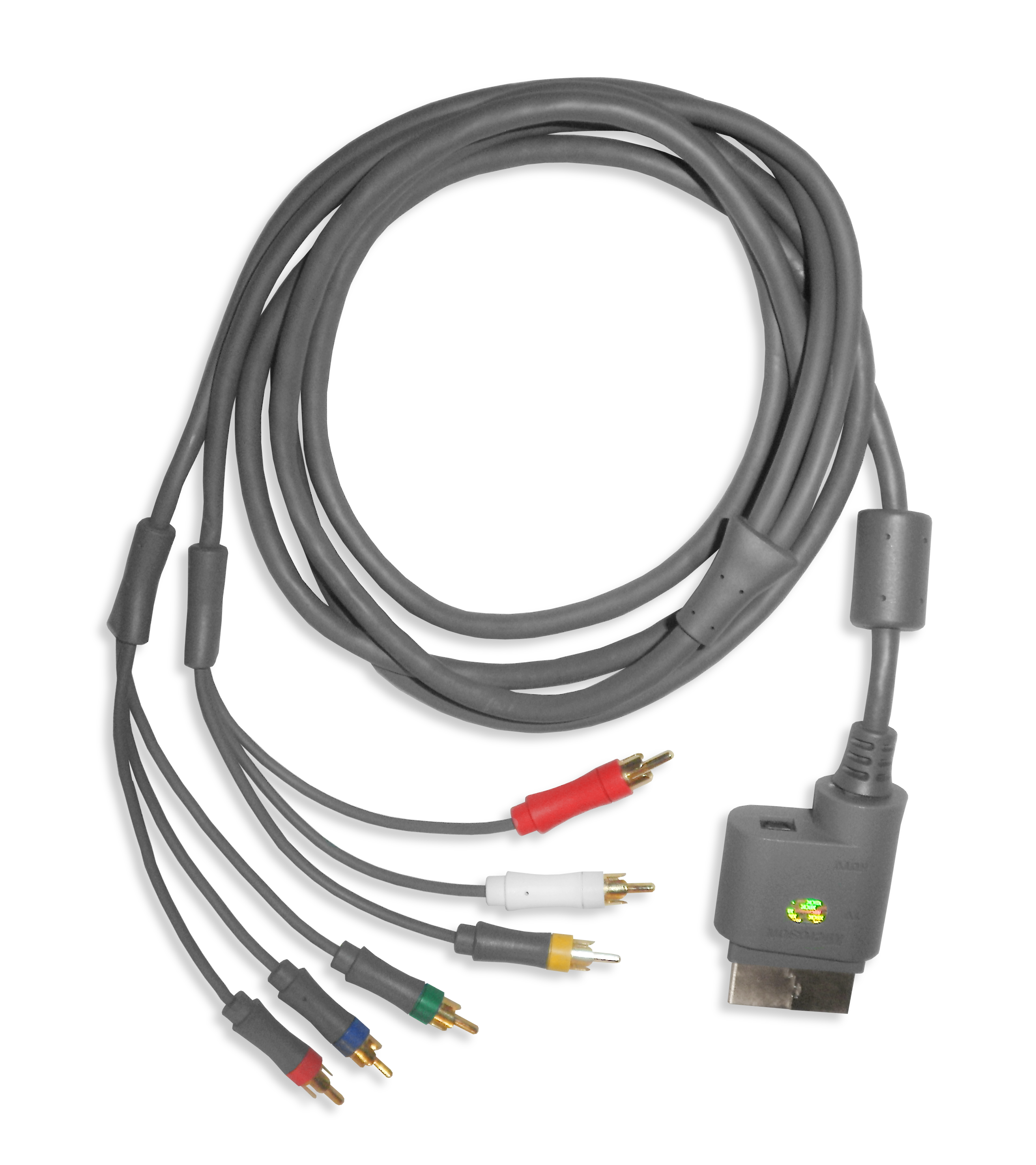
엑스박스 360에 사용된 "하이브리드 케이블"은 컴포지트, 컴포넌트 및 오디오 신호를 전달한다

## 같이 보기
- 오디오 멀티코어 케이블
- 케이블 하니스
- 전기 단자